# TBN 차차차 (충북)
이웅호, 조영원의 TBN 차차차는 TBN 충북교통방송(청주 FM 103.3MHz, 충주 FM 93.5MHz)에서 평일 낮 12시 5분부터 낮 1시 55분까지 방송되는 충북권 지역 라디오 음악 프로그램이다.

## 요일코너
- 월요일
- 화요일
- 수요일
- 목요일
- 금요일